# Schlechtes Vorbild
Schlechtes Vorbild jest trzecim singlem rapera Sido z płyty Ich.

## Schlechtes Vorbild
1. Schlechtes Vorbild Original
2. Schlechtes Vorbild Joe Rilla RMX
3. Schlechtes Vorbild Electro RMX
4. Bonzenbankett feat. Harris & B-Tight
5. Schlechtes Vorbild Instrumental
6. Schlechtes Vorbild Videoclip